# Jindřich Šilhánek
Škpt. Jindřich Šilhánek (24. února 1898 Nymburk – 9. května 1945 Běloves) byl československý legionář, důstojník a protinacistický odbojář.

## Život

### Před první světovou válkou
Jindřich Šilhánek se narodil 24. února 1898 v Nymburce. Byl členem Sokola.

### První světová válka
Bezprostředně po maturitě na c. a k. vyšší reálce v Nymburku v roce 1916 narukoval Jindřich Šilhánek do c. a k. armády, konkrétně do Piliscsaby v Uhrách. Na ruskou frontu byl odeslán počátkem roku 1917, působil jako zástupce velitele čety. V červenci téhož roku padl v hodnosti četaře do zajetí a hned 6. září se přihlásil do Československých legií. Sloužil jako střelec, v roce 1918 absolvoval poddůstojnickou školu. Prošel sibiřskou anabází, byl několikrát raněn a v červnu 1920 byl evakuován z Vladivostoku přes Kanadu a Německo do Československa, kam dorazil v srpnu téhož roku v hodnosti poručíka.

### Mezi světovými válkami
Po návratu do Československa zůstal Jindřich Šilhánek v armádní službě a to u hraničářských praporů ve Fryštáku a Žamberku, mezi lety 1933 a 1936 pak u ženijního pluku v Terezíně. Od roku 1936 do ledna 1939 působil ve funkci velitele vojenského stavebního dozoru na výstavbě československého opevnění. Do roku 1937 tomu tak bylo u budování lehkého opevnění vzor 36 v předpolí dělostřelecké tvrze Hanička, poté u výstavby lehkého opevnění vzor 37 úseku A v oblasti Mladkova. Dosáhl hodnosti štábního kapitána.

### Druhá světová válka
Po německé okupaci v březnu 1939 a rozpuštění československé armády se Jindřich Šilhánek přestěhoval do Náchoda, kde se zapojil do protinacistického odboje. Organizoval ilegální hnutí v okolí Náchoda a byl napojen na odbojovou organizaci Černý lev. Po vypuknutí květnového povstání v roce 1945 byl ustanoven velitelem strážního praporu a velitelem hlídek v Náchodě. Zemřel 9. května 1945 na infarkt myokardu během zásahu proti uskupení SS u běloveské celnice.

## Vyznamenání
- 1921 Československý válečný kříž 1914–1918
- 1921 Československá revoluční medaile
- 1921 Československá medaile Vítězství